# Nhút nhát
Nhút nhát (shyness, diffidence; hay là thiếu tự tin, tự ti, e dè, ngại ngùng, ngượng ngịu hay rụt rè, mắc cỡ) là cảm giác e sợ, lúng túng, vụng về khi ở xung quanh những người khác. Điều này thường xảy ra khi người ta được đặt vào một môi trường mới hay với những người không quen. Sự nhút nhát ở mức độ nặng có thể gây ra hội chứng sợ xã hội.